# 陳諾恒
陳諾恒（英語：Chandler Chan Nok-hang，1984年6月11日—），香港泛民主派人士，前香港沙田區議會秦豐選區議員，前民主黨成員，曾為公民黨成員。他同時是秦豐居民權益會主席、青年議政網路主席。2011年區議會選舉中首次當選為沙田秦豐選區區議員，以2285票擊敗當區多年自動當選的公民力量成員梁志堅。陳諾恒議員辦事處位於沙田秦石邨石晶樓地下OT1室。並於2015年區議會選舉中以大比數成功連任，其後於2018年加入公民黨，成為該黨新界東支部的第二名區議員。2021年9月30日，因健康理由辭任區議員。

## 地區行動
2016年，陳諾恒連同林卓廷與街坊共8輛車舉行汽車慢駛遊行，從沙田秦石邨出發經獅子山隧道慢駛至黃大仙的領展分區管理中心遞交請願信，反對領展停車場加租和將月租浮動車位改為固定車位

## 區議會服務
- 文化、體育及社區發展委員會委員
- 發展及房屋委員會委員
- 地區設施管理委員會委員
- 教育及福利委員會委員
- 衞生及環境委員會委員
- 交通及運輸委員會委員

## 外部連結
- 陳諾恒 (沙田) 民主黨（页面存档备份，存于）
- 陳諾恒議員辦事處 Facebook專頁  （页面存档备份，存于）